# Гауелл Девіс
Гауелл (Хауелл) Девіс (англ. Howell/Hywel Davis) (1690, графство Пемброк, Вельс — 19 червня 1719, острів Принсіпі) — відомий валійський пірат, який прославився своїми подвигами в Атлантиці та на Карибах. Був добре освіченою та надзвичайно артистичною людиною. Умів добиватися свого не тільки за допомогою гармат і шабель, але широко використовував також й хитрощі, підкуп та обман. Його піратська кар'єра тривала менше ніж рік, проте цього вистачило аби увійти в історію відомим розбійником. Захопив, як мінімум, 15 кораблів.

## Життєпис
Народився у графстві Пемброк, Уельс. З дитинства мріяв про море, тому обрав морську кар'єру. Служба проходила спокійно. У 1718 році він уже був помічником капітана на бристольському работорговельному шлюпі «Кароґан», який прямував до Барбадосу. Судно було захоплене Едвардом Інглендом, який вподобав собі Гауелла і призначив його капітаном «Кароґана».
Девіс розпочав самостійне плавання, він хотів продати судно аби купити швидший бриг, проте серед команди ніхто окрім нього не бажав ставати піратом — команда вимагала рухатись до Барбадосу. Гауелл був змушений виконати вказівку.  Прибувши в пункт призначення, Девіс на три місяці потрапив за ґрати. Саме під час ув'язнення він остаточно вирішив стати піратом.
Коли тюремний термін сплив, йому стало відомо про поступки губернатора Багамських островів. Той ненавидів морських розбійників, проте через нестачу досвідченого особового складу змушений був набирати на службу піратів і складати із них команди, поєднуючи їх із законослухняними моряками. Девіс вирішив спробувати. Йому сильно пощастило — команда шлюпу «Олень», на який його відправив губернатор, складалася переважно з піратів.
Губернаторський шлюп покинув Багами і вийшов у море. Він ще не встиг досягти й Мартиніки, як Девіс підняв бунт. Він проявив лідерські навички і команда одноголосно обрала його капітаном. Відсвяткувавши, пірати взяли курс на Еспаньйолу. Трохи північніше Еспаньйоли їхньою здобиччю стали два французькі торговельні судна. Екіпаж «Оленя» складався із 35 людей. Як тільки їм вдалося захопити перший корабель, вони вивісили на ньому велику ганчірку, яка здалеку нагадувала «Веселого Роджера», і змусили полонених французів знаходитися біля борту і імітувати агресивний настрій. Через велику відстань на другому кораблі вирішили, що відбулася зрада і піратів набагато більше. Загалом, другий корабель повівся на обман і здався без бою. Так малий шлюп Гауелла із скромною командою захопив справді велику здобич і два судна. Команда зрозуміла, що не помилилася із вибором капітана і прагнула рухатись далі.
«Олень» взяв курс на острови Зеленого Мису (Кабо-Верде). Місцевий губернатор чомусь вирішив, що це англійське каперське судно. На честь таких поважних гостей він організував святкову зустріч із бенкетом. Добре погостювавши та поповнивши запаси, пірати рушили до островів південної частини архіпелагу, вибравши за ціль для нападу острівець Маю. Вони обчистили трюми всіх кораблів, які знаходилися в гавані і влаштували набір у команду. Охочих було так багато, що Девіс вирішив приєднати 26-гарматний корабель «Святий Джеймс» і утворити невелику ескадру.
Далі пірати попрямували до берегів Гамбії. Їх ціллю став форт Королівської Африканської компанії, в якому збирали рабів для відправки у різні країни. Девіс переодягнувся у дорогий одяг і у супроводі кількох найпристойніших піратів, які теж були переодягнені, вирушив на сушу. Запевнив командувача фортом, що він знатний вельможа і, що у нього схожий бізнес. А тоді ласкаво та галантно запросив його на обід, який вже начебто чекав на борту. Звісно, командувач форту погодився. Щойно його нога ступила на судно Гавелла, він опинився у піратському полоні. За командувача був заплачений великий викуп. Девісу сподобався власний трюк і він ще не раз застосовував його.
Згодом відбулася зустріч ескадри Девіса з кораблями відомих буканьєрів Ла Буша та Томаса Кокліна. Було організоване застілля, на якому виникла пропозиція об'єднати сили і цим самим створити непереможну піратську ескадру. Адміралом мав стати Гавелл. Проте між п'яними піратами одразу ж почали виникати суперечки. Дуже п'яний Девіс зрозумів, що діла не буде і прямо пояснив це Ля Буше та Кокліну. Було прийнято рішення мирно розійтися.
Протягом декількох наступних місяців Девісу вдалося взяти на абордаж чимало торговельних суден, переважно англійських. Трюми «Оленя» і «Святого Джеймса» наповнилися слоновою кісткою та золотим піском. Постійно дедалі більша кількість здобичі змусила Гавелла відмовитися від «Оленя» і взяти 32-гарматний «Ровер», який згодом став називатися «Роял Ровер».
У червні 1719 року біля узбережжя Гани Девіс захопив одразу три англійські судна, які перевозили рабів. На борту одного із них служив Бартолом'ю Робертс (тоді ще Джон Робертс). Він проявив велике бажання стати піратом і сподобався Девісу через прекрасні навички навігатора. До того ж він був його земляком. Та попри це, Девіс платив йому як і всім.
Незабаром пірати захопили голландський бриг з цінним вантажем. Через кілька тижнів з'ясувалося, що оббивку «Святого Джеймса» поїли личинки. Корабель довелося покинути, а його команда перейшла на «Роял Ровер».

## Смерть
Курс було взято на острів Принсіпі. Тоді цей острів був володінням Португалії. Девіс наказав підняти англійський стяг, бажаючи, щоб їхній корабель вважали каперським або військовим. Він знову вирішив розіграти свій улюблений трюк: запросити губернатора на святковий обід і взяти в заручники.
Піратів впустили у гавань. Щоб краще увійти в роль вони захопили французький торговельний шлюп, начебто думаючи, що це піратський корабель. Таким чином Девіс хотів якнайсильніше показати, що його судно каперське. Однак португальці швидко зрозуміли, хто завітав до них у гості. Перш ніж йти на обід до Гавелла, губернатор запросив його на дегустацію відбірного вина зі своїх погребів. Девіс, нічого не підозрюючи, погодився і відплив на двох човнах з невеликою групою піратів у форт. Там на них уже чекали військові — зав'язався бій. Щоб звалити Девіса з ніг довелося зробити п'ять влучних пострілів. Далі задля надійності йому ще й перерізали горлянку.

## Помста за смерть Девіса
Губернатор Принсіпі був певен, що убивши Девіса пірати стануть деморалізованими  й нездатними до якихось рішучих дій. Проте вони обрали собі за нового капітана Бартолом'ю Роберста, першим наказом якого була помста за смерть Гауелла. «Роял Ровер» несподівано підійшов до форту і обстріляв його з усіх гармат, випаливши все до тла. Португальці були неготовими до таких рішучих дій, вони зазнали великих втрат і серед військових, і серед мирного населення.